# ها هی-را
این یک نام کره‌ای است؛ نام خانوادگی ها است.
ها هیرا (به کره‌ای: 하희라) بازیگر سینما و تلویزیون اهل کره‌جنوبی است. او با چوی سوجونگ بازیگر کره‌ای در سال ۱۹۹۳ میلادی ازدواج کرد. او صاحب یک پسر و یک دختر است. زندگی این دو در کره شهرت زیادی یافته‌است.

## اوایل زندگی
ها هی-را در منطقه سئونگبوک،سئول،کره جنوبی از پدری تایوانی و مادری کره‌ای متولد شد. 
او در مدرسه ابتدایی سوکگوان، مدرسه راهنمایی جونگام و دبیرستان سوکگوان در سئول تحصیل کرد و فارغ‌التحصیل شد. 
او بعداً در دانشگاه‌های دونگگوک و یونسی تحصیل کرد و در آنجا با مدرک لیسانس آموزش و پرورش و کارشناسی ارشد رفاه اجتماعی فارغ‌التحصیل شد.

## جوایز
جایزه بهترین بازیگر زن جدید از بیست و چهارمین دوره جوایز هنری باکسانگ، سال ۱۹۸۸
جایزه محبوبیت جوایز درام KBS سال ۱۹۸۸
جایزه تعالی تلویزیون در بخش درام از جوایز درام MBC در سال ۱۹۹۰
جایزه ویژه جوایز درام KBS سال ۱۹۹۰
جایزه بهترین بازیگر زن تلویزیون در بیست و هفتمین دوره جوایز هنری باکسانگ سال ۱۹۹۱
جایزه بهترین بازیگر زن از جوایز درام MBC در سال ۱۹۹۲
جایزه محبوبیت تلویزیونی بیست و هشتمین دوره جوایز هنری باکسانگ سال ۱۹۹۲
جایزه بزرگ جوایز درام KBS سال ۱۹۹۳
جایزه ستاره محبوب جوایز موسیقی کره ۱۹۹۵
جایزه بهترین بازیگر زن از جوایز درام KBS در سال ۱۹۹۵
جایزه ویژه سریال درام تک‌پرده‌ای از جوایز درام، SBS ۲۰۰۵
جایزه بهترین بازیگر زن از جوایز درام MBC در سال ۲۰۰۶
جایزه بهترین بازیگر زن در بخش مینی سریال از جوایز درام SBS در سال ۲۰۰۷
جایزه ویژه رئیس مسابقه جایزه بزرگ دومین دوره جوایز اشتراک‌گذاری کره ۲۰۰۹
سومین دوره جایزه انسانی جمهوری کره ۲۰۱۱،جایزه اشتراک عشق
جایزه وزیر بهداشت و رفاه برای اولین بار در زمینه تقسیم شادی در سال ۲۰۱۲
جایزه ستاره جهانی فرهنگ هالیو، مسابقه جستجوی استعدادهای برتر جهان،میس آسیا و اقیانوسیه ۲۰۱۴
جوایز درام KBS ۲۰۱۸،جایزه بهترین بازیگر زن در بخش درام روزانه
نهمین دوره جایزه هنرمند زیبا ۲۰۱۹،جایزه هنرمند مردم خوب
جایزه شایستگی جوایز سرگرمی KBS ۲۰۲۱